# Niedersächsisches Institut für frühkindliche Bildung und Entwicklung
Das Niedersächsische Institut für frühkindliche Bildung und Entwicklung (nifbe) wurde 2007 in der Rechtsform eines eingetragenen Vereins gegründet und wird maßgeblich vom Land Niedersachsen gefördert. Hauptziel des Instituts ist die Unterstützung der Professionalisierung des Elementarbereichs durch den wechselseitigen Transfer zwischen Praxis und Forschung sowie die Vernetzung und der interdisziplinäre Dialog der verschiedenen Akteure im Feld. Im Rahmen von wechselnden Bildungsschwerpunkten bietet das nifbe in Kooperation mit regionalen Weiterbildungsanbietern kostenlose Qualifizierungen für KiTas und frühpädagogische Fachkräfte an. Seit 2016 besteht das nifbe aus einem Transfer- und Koordinationszentrum in Osnabrück und fünf Regionalen Transferstellen im Flächenland Niedersachsen. Von 2008 bis 2015 erforschte das nifbe als An-Institut der Universität Osnabrück auch die frühkindliche Bildung und Entwicklung im Rahmen von vier Forschungsstellen mit folgenden Schwerpunkten:
- „Entwicklung, Lernen und Kultur“
- „Wahrnehmung, Bewegung und Psychomotorik“
- "Begabungsforschung und -förderung
- „Elementar- und Primarpädagogik“

## Publikationen (Auswahl)
- nifbe (Hg.): Auf die ersten Jahre kommt es an. Herder, Freiburg i.Br. 2010, ISBN 978-3-451-32323-2.
- Hilmar Hoffmann u. a.: Starke Kitas – starke Kinder. Wie die Umsetzung der Bildungspläne gelingt. Herder, Freiburg i.Br. 2010, ISBN 978-3-451-32355-3.
- Birgit Behrensen u. a.: Das einzelne Kind im Blick. Individuelle Förderung in der KiTa. Herder, Freiburg i.Br. 2011, ISBN 978-3-451-32388-1.
- Julius Kuhl u. a.: Bildung braucht Beziehung. Selbstkompetenz stärken – Begabungen entfalten. Herder, Freiburg i.Br. 2011, ISBN 978-3-451-32490-1
- Timm Albers u. a.: Vielfalt von Anfang an. Inklusion in Krippe und KiTa. Herder, Freiburg i.Br. 2012, ISBN 978-3-451-32540-3
- Heidi Keller u. a.: Interkulturelle Praxis in der Kita. Herder, Freiburg i.Br. 2013, ISBN 978-3-451-32624-0
- Claudia Solzbacher u. a.: „Ich schaff' das schon...“ Wie Kinder Selbstkompetenzen entwickeln können. Herder, Freiburg i.Br. 2014, ISBN 978-3-451-32765-0
- Heike Engelhardt (Hg.): Auf dem Weg zum Familienzentrum. Herder, Freiburg i.Br. 2015, ISBN 978-3-451-32954-8
- nifbe (Hg.): Mehr Sprache im frühpädagogischen Alltag. Potenziale erkennen – Ressourcen nutzen. Herder, Freiburg i.Br. 2017, ISBN 978-3-451-37641-2
- nifbe (Hg.): Fachberatung im Aufbruch. Verortung – Herausforderungen – Empfehlungen. Herder, Freiburg i.Br. 2018, ISBN 978-3-451-37834-8
- nifbe (Hg.): Inklusive Haltung und Beziehungsgestaltung. Kompetenter Umgang mit Vielfalt in der KiTa. Herder, Freiburg i.Br. 2019, ISBN 978-3-451-38445-5
- nifbe (Hg.): Zusammenarbeit mit vielfältigen Familien. Herder, Freiburg i.Br. 2020, ISBN 978-3-451-38683-1

## Kongress
Alle zwei Jahre veranstaltet das Institut zusammen mit der Universität Osnabrück den Kongress „Bewegte Kindheit“, der mit rund 3.000 Teilnehmern (Erzieher, Lehrer und Sozialpädagogen sowie Ärzte und Psychologen) die deutschlandweit größte Veranstaltung zur frühkindlichen Bildung ist. 2011 eröffnete der ehemalige Bundespräsident Christian Wulff den Kongress.